# USS Langley (CV-1)
USS Langley (CV-1) – pierwszy lotniskowiec zbudowany dla US Navy. Okręt został wodowany 1912 roku jako węglowiec pod nazwą USS „Jupiter” (AC-3). W 1920 roku rozpoczęto jego przebudowę na lotniskowiec i nazwano imieniem Samuela Pierponta Langleya.  Okręt powrócił do służby jako lotniskowiec w 1922 roku. W latach międzywojennych odegrał ogromną rolę w tworzeniu sił powietrznych amerykańskiej marynarki. W 1936–1937 „Langley” został przebudowany na tender wodnosamolotów pod nowym oznaczeniem AV-3. Podczas II wojny światowej został zatopiony przez lotnictwo japońskie 27 lutego 1942 roku podczas próby dostarczenia 32 myśliwców P-40 z Australii na wyspę Jawa.

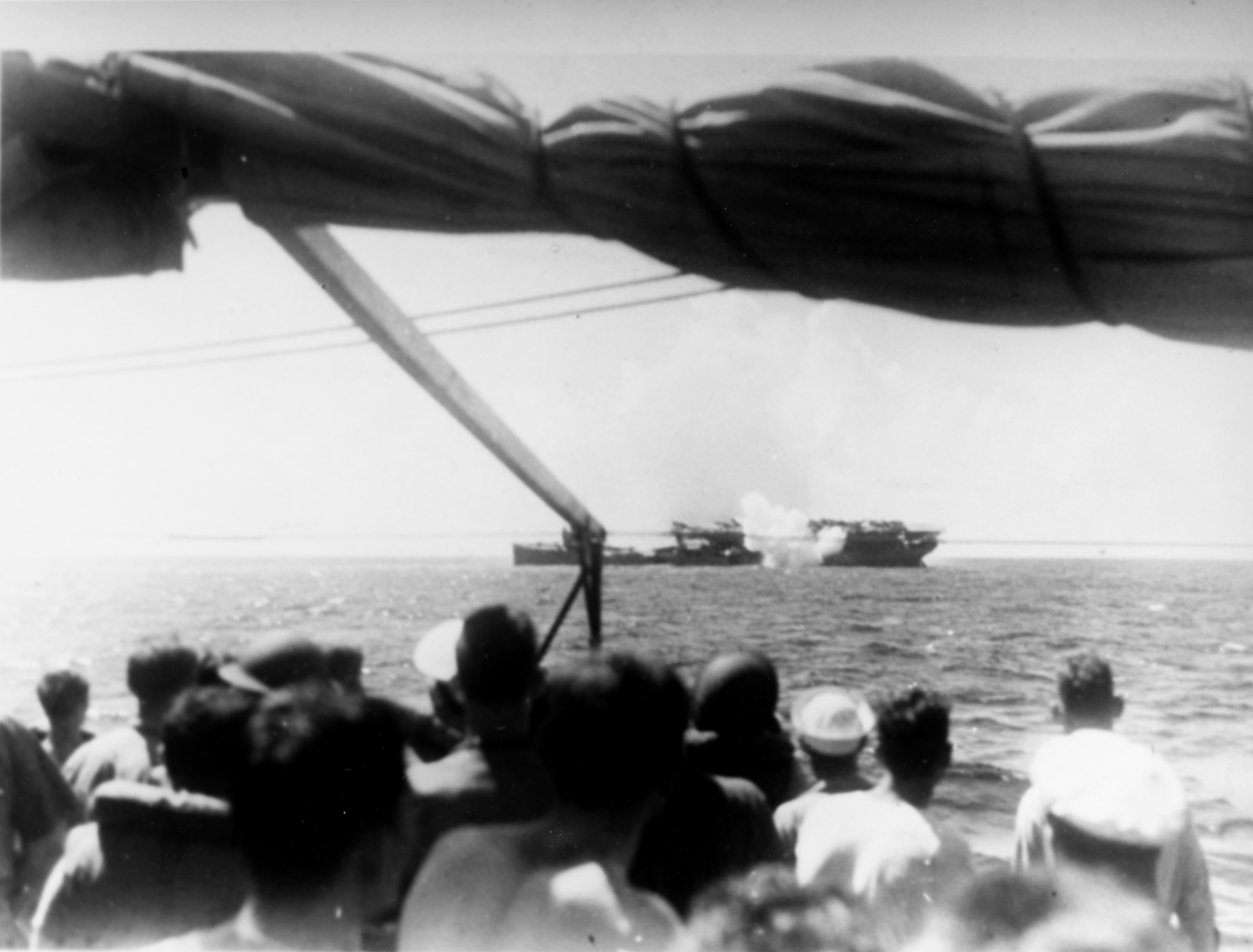
USS „Langley” zatonął 27 lutego 1942 roku, w pobliżu Jawy

Stępkę pod węglowiec USS „Jupiter” (AC-3) położono 18 października 1911 roku w stoczni Mare Island Naval Shipyard w Kalifornii. Okręt zwodowano 24 sierpnia 1912 roku i wprowadzono do służby 7 kwietnia 1913 roku.
Przebudowa okrętu na lotniskowiec została zatwierdzona 11 lipca 1919 roku.
 